# Vassili Zàitsev
Vassili Grigórievitx Zàitsev (en rus: Василий Григорьевич Зайцев) va néixer a Yelino, Imperi Rus, el 23 de març de 1915, i va morir a Kíev, Ucraïna, el 15 de desembre de 1991. Fou un franctirador de l'exèrcit roig soviètic.

## Biografia
Natural de Sibèria i des de molt petit va tenir contacte amb les armes, en un principi amb l'arc i, més tard, armes de foc. La primera d'elles fou un obsequi del seu avi quan només tenia 12 anys. Va estudiar a l'escola tècnica de Magnitogorsk, i va servir com tenidor de llibres a l'Esquadra Soviètica de l'Orient Llunyà.
Quan esclatà la Segona Guerra Mundial, Vassili tenia vint-i-sis anys i ja era un tirador excel·lent. Estava allistat a l'Armada del seu país.
Finalitzada la guerra es va casar i es va establir a Kíev com a director d'una fàbrica d'enginyeria.

## Batalla de Stalingrad
Durant la batalla de Stalingrad, els alemanys van sofrir diverses baixes a les mans dels franctiradors soviètics, que s'havien convertit en una veritable molèstia. Les víctimes en general eren oficials d'observació, els telegrafistes, els encarregats de les cuines i més tard els nens russos que eren utilitzats pels alemanys per a aprovisionar-se d'aigua. Un especialista franctirador alemany, el Major König, va ser enviat al lloc per tal d'eliminar els seus adversaris soviètics. Només arribar, es va desfer de la vida de dos russos.
El 21 d'octubre de 1942, va ser marcat com a franctirador a Stalingrad. Els soviètics comptaven amb franctiradors molt bons. Un d'aquests era Zàitsev que, quan va arribar l'alemany, ja s'havia cobrat la vida de quaranta-dos nazis en tot just deu dies. Vassili no tan sols era un tirador excel·lent, també era un mestre del camuflatge, el secret i la paciència. Es mimetitzava de tal manera amb l'entorn que difícilment les seves víctimes podien trobar-li la posició, o bé no comptaven amb prou temps per a adonar-se d'on era.
Aviat la premsa es va fer ressò d'aquest home i publicaven les històries que se'n contaven, la qual cosa augmentava l'orgull de la gent per aquest compatriota. Mentrestant, Vassili no tan sols provava de fer honor a tal fama, sinó que també ensinistrava d'altres compatriotes en l'art del tir de precisió, entre els quals Tània Txernova, una formidable tiradora que també va ser la seva amant.
La majoria dels seus alumnes van fer honor a les seves ensenyances. Víktor Medvédev i Anton Txékhov van fer que els alemanys temessin d'eixir a les hores de plena llum. Ells i Tània, els seus millors alumnes, havien pres la vida de més de setanta nazis. Altres fonts afirmen que els vint-i-vuit franctiradors entrenats per ell van cobrar la vida de més de tres mil soldats enemics. També s'afirma que la fita de Zàitsev no fou l'única i que un soldat desconegut, identificat solament com a Zikan, havia matat ja 224 soldats alemanys als volts del 20 de novembre de 1942.
Quan Zàitsev tingué en el seu recompte a més de cent morts, fou condecorat amb l'Orde de Lenin, encara que això no li impedí continuar amb la seva tasca. Per un presoner alemany s'assabentà que la veritable missió de König era matar-lo i acabar així amb el mite i soscavar la confiança del poble soviètic.
Durant diversos dies ambdós oponents es van moure amb cura, estudiant el terreny i tractant de trobar-se, fins que König va fer el seu primer moviment, assassinant a dos franctiradors russos amb sengles trets en proximitats d'una fàbrica. Llavors Vassili va decidir enfrontar-lo. El lloc triat va ser la fàbrica Octubre Vermell al peu del pujol Mamaiev. Al lloc hi va ser acompanyat pel seu amic i col·lega Nikolai Kulikov.
Allà també va arribar l'alemany, el qual també es va mantenir ocult. Així van estar tres dies i tres nits, esperant tots dos que l'altre cometés un error i delatés la seva posició, amb admirable paciència. Al quart dia, Vasili i Nikolai van creure saber on estava König i van planificar-se una estratègia per descobrir-lo. Nikolai va apuntalar un casc, l'alemany el va disparar i Nikolai es va llançar al sòl cridant de dolor. König va mossegar l'ham i va treure el cap per a contemplar la seva víctima, cosa que va aprofitar Vassili per disparar-li un tret al cap que va posar fi a la seva vida.
Aquesta història de l'enfrontament entre Zaitsev i König no està del tot evidenciada ni documentada en cap dels bàndols enfrontats.
D'acord amb el llibre Stalingrad d'Anthony Beevor, el nom "Major König" és un nom fictici creat pels mitjans de comunicació. El seu nom real seria Major Heinz Thorvald, que era cap d'una escola de franctiradors de l'exèrcit alemany. La mira telescòpica del rifle de Thorvald es diu que va ser el més preuat trofeu de Zaitsev, i és exhibida actualment al Museu de les Forces Armades de Moscou. No obstant això, la història completa roman essencialment sense confirmació. No hi ha absolutament cap esment d'això en informes militars soviètics, incloent els d'Alexander Scherbakov, tot i que gairebé tot acte de franctiradors va ser reportat amb veracitat.
Es va convertir en heroi nacional durant molt temps. En finalitzar la batalla de Stalingrad havia assassinat a 242 alemanys, entre ells molts oficials d'alt rang i onze franctiradors, encara que alguns historiadors sostenen que solament van ser 149 morts oficialment confirmats.
Zàitsev va prestar servei fins al gener de 1943, quan va patir ferides als ulls. El professor Filatov va restaurar la seva visió. Més tard va retornar al capdavant i va acabar la guerra al riu Dniester amb el grau de Capità.
Aquesta part de la història de Vassili Zàitsev va ser immortalitzada a la pel·lícula Enemic a les portes (2001), on va ser personificat per l'actor britànic Jude Law i el Major König per Ed Harris, dirigida pel francès Jean-Jacques Annaud.

## Medalles i condecoracions
Títols i condecoracions
- Estrella d'Or d'Heroi de la Unió Soviètica (22 de febrer 1943).
- Títol de "Ciutadà Horable de la ciutat de Volgograd" (7 de maig 1980).
- 2 Ordes de Lenin
- 2 Ordes de la Bandera Roja
- Orde de la Guerra Patriòtica, 1a Classe

Medalles
- Medalla al Valor
- Medalla del Centenari de Lenin
- Medalla de la defensa de Stalingrad
- Medalla de la victòria sobre Alemanya en la Gran Guerra Patriòtica 1941-1945
- Medalla del 20è Aniversari de la Victòria en la Gran Guerra Patriòtica
- Medalla del 30è Aniversari de la Victòria en la Gran Guerra Patriòtica
- Medalla del 30è Aniversari de l'Exèrcit i l'Armada Soviètics
- Medalla del 40è Aniversari de les Forces Armades Soviètiques
- Medalla del 50è Aniversari de les Forces Armades Soviètiques
- Medalla del 60è Aniversari de les Forces Armades Soviètiques
- Medalla del 70è Aniversari de les Forces Armades Soviètiques